# Ambohitsara M
Ambohitsara M é uma cidade de Madagascar. Ela pertence ao distrito de Manakara. A população do município foi estimada em cerca de 7.000 pessoas, de acordo com o censo de 2001.